# Fronteira (gemeente)
Fronteira is een gemeente in het Portugese district Portalegre.
De gemeente heeft een totale oppervlakte van 248 km² en telde 3732 inwoners in 2001.